# Семёновское сельское поселение (Ивановская область)
Семёновское сельское поселение — бывшее муниципальное образование в Вичугском муниципальном районе Ивановской области. В 2010 году вошло в состав Сошниковского сельского поселения.
Состояло из села Семёновское, деревень: Андрюшниково, Анчигорово, Гайдарово Большое, Камешки, Комольцево, Коровино Верхнее, Коровино Нижнее, Писцово Новое, Ратманиха, Рожство, Сельцо, Сенино, Сосуны, Устиново, Харламиха.
Административный центр — с. Семёновское. Расстояние до районного центра — города Вичуга — 18 км.
Образовано в соответствие с законом Ивановской области от 11 января 2005 года № 4-ОЗ «О городских и сельских поселениях в муниципальных районах».

## Описание границ
(в ред. Закона Ивановской области от 12.10.2005 N 124-ОЗ)
Граница Семеновского сельского поселения начинается на западе в точке смежества КСП "Рассвет", 96 кв. Вичугского лесничества и проходит по границе 96 кв. Вичугского лесничества и СХПК "Гайдаровское", совпадая с границей Сошниковского сельского поселения на западе и севере, на северо-востоке и востоке граница совпадает с границей Кинешемского муниципального района, на юго-востоке - с границей Лухского муниципального района. На юге, юго-западе - с границей Зарубинского сельского поселения и доходит до начала отсчета.